# アイカワタケシ
アイカワ タケシ（1965年1月26日 -神奈川県横須賀市生まれ ）は、イラストレーター、作家。

## 経歴
1996年、90年代のアンダーグラウンドシーンのライターやアーティストが暗躍した伝説のアウトロー雑誌『BURST』(白夜書房、コアマガジン)のvol.5より連載が始まる。先鋭的でポップな文章とイラストが誌面で異彩を放ち、コアな読者から好評を博した。
1997年、『クイック・ジャパン』(太田出版)第12号にて、かねてより敬愛していた『はだしのゲン』の著者中沢啓治への取材が、アイカワによるインタビューで実現。中沢の素顔が垣間見える貴重なインタビューとなった。中沢の自宅で行われたという取材時に、アイカワが制作し持参した『はだしのゲン』をサンプリング、コラージュしたイラスト作品を、中沢は微笑ましく眺入る眼差しで手に取ってくれたという。後年アイカワは、この取材を、「あんなに緊張した仕事はなかった」と追想している。
1999年、21歳〜30歳までの9年間に渡り、死の手前の極限状態まで濫用していた重度のブロン(市販の咳止め薬)中毒体験を、鮮烈で克明かつコミカルなトーンで描写した自伝的小説『虫けら艦隊』を、河出書房新社より上梓。サブカル層からだけではなく、高橋源一郎ら文学の識者からも、荒削りながらもオリジナリティの高いスタイルの文体は高く評価された。現在同書は絶版で入手困難な為、ネットオークションやフリマサイト等で高値で取引されている。
1999年、柳下毅一郎との共著で、『世紀末倶楽部 チャールズ・マンソンとシャロン・テート殺人事件』をコアマガジンより発刊。本文とイラストを担当した。本書は、アイカワの恩師の一人である『スーパー写真塾』の元編集長、土屋静光との、駆け出し時代の大きな仕事でもあり、文章のスタイルが決まるきっかけにもなっており、思い入れがあると後に本人が述懐している。また、イラストレーターとして歴代で一番数多く肖像を描いた著名人が、チャールズ・マンソンであるという。
1999年、『文藝』夏号にて小説『暴動』(未単行本化)を発表。またこの年代、洋泉社の『映画秘宝』のムックでも度々執筆していた。
2001年、街中の電柱に貼られていた『あしたのジョー』のイラストが描かれているボクシングジムの練習生募集のチラシを、偶然見かけたことをきっかけに、ボクシングを始める。ボクシングと出会い身体感覚の優位性に目覚めたことは、それまでの価値観を一変させるほどに大きな転機になったといい、その後の作風にも影響を与えている。
後年アイカワは、自著『虫けら艦隊【補完版】』の中で、ブロン中毒期から脱却し再生するターニングポイントとなった２つの大きな出会いとして、元妻との結婚(後に離婚)とボクシングを挙げている。
2005年、釣崎清隆との共著となる映画批評集『ファイト批評 映画・喧嘩・上等』を洋泉社より出版。直球ではなく逸脱したりもするものの、飄々として核心を突いたオリジナルの批評スタイルが、一部の映画ファンから絶賛された。また、アイカワと釣崎の視点の違いが程良いバランスになっているとの評価もあった。
2009年、根本敬の著書『特殊まんが–前衛の–道』(河出書房新社)の表紙イラストを手掛ける。 その発売を記念した展覧会「根本敬×アイカワタケシ二人展 コラボリューションNo.9」が青山のビリケンギャラリーで開催され反響を呼んだ。
2012年、初の画集となる『Underdog Glide』(グラフィカ編集室)を限定500部でリリース。表紙、収録作品共にグラフィカ編集室の伊藤慎一により選定され、巻末には作者インタビューが掲載(インタビュアーは『BURST』元編集長のピスケン)。この年代までの代表作と言えるイラストが網羅されている。帯文は、五木田智央と、『BURST』連載時にタッグを組んでいた根本敬が寄せた。
2024年、長年の沈黙を破り、SNS上(Instagramとnote)にて『虫けら艦隊』を成熟した現在の著者の視点からRebootした、『虫けら艦隊【補完版】』を書き下ろしで突如発表。『BURST』時代の古くからのファンのみならず、SNSと親和性の高い若年層にも広く読まれ支持を受ける(それは昨今若者の間に蔓延する市販薬濫用問題と、本作の内容がマッチした為ではないかという指摘も読者からあったという)。
また、イラストレーターとしての活動も本格的に再開し、2025年初頭には過去のアーカイブ作品群に描き下ろしの新作を加えた、13年ぶりの個展が下北沢のニュー椿にて開催予定であることが発表された。個展開催に際して『BURST』連載時代の担当編集者であった川崎美穂もサポートしているという。アイカワタケシ BOOTLEGS

## 著作
- 虫けら艦隊（河出書房新社）
- 世紀末倶楽部 チャールズ・マンソンとシャロン・テート殺人事件 (コアマガジン) 柳下毅一郎との共著
- ファイト批評 - 映画・喧嘩・上等（洋泉社）釣崎清隆との共著
- Underdog Glide (グラフィカ編集室)
- 虫けら艦隊 補完版 (note、Instagram)